# Flugplatz Söderhamn

i7
i11
i13
Der Flugplatz Söderhamn (schwedisch Söderhamns flygplats, IATA-Code: SOO, ICAO-Code: ESNY) ist ein öffentlicher Regionalflugplatz, der sich 4 km südlich von Söderhamn in der schwedischen Provinz Hälsingland befindet.

## Flugplatzdaten
Der Flugplatz hat eine Asphaltpiste mit 2524 m Länge und 40 m Breite. Die Seehöhe beträgt 27 m.

## Geschichte
Der Flugplatz Söderhamn wurde bereits 1943 als militärischer Luftstützpunkt gegründet. Er war sowohl militärisch als auch zivil genutzt und von 1983 bis 2002 wurde regelmäßiger Flugverkehr nach Stockholm/Arlanda betrieben. Zu Spitzenzeiten hatte der Flugplatz knapp über 12.000 Passagiere pro Jahr. Der militärische Stützpunkt wurde 1998 stillgelegt. Im Jahr 2002 wurde der Verkehr nach Arlanda eingestellt, was unter anderem damit erklärt werden kann, dass der Schnellzug X 2000 den Betrieb auf der Ostkustbanan aufnahm mit einem Zwischenstopp in Arlanda und teilweise durch eine Verbesserung der E4, was zu einer Verkürzung der Reisezeit mit dem Auto nach Arlanda führte.
Der Flugplatz wurde im November 2011 geschlossen, aber die Landung auf den Landebahnen ist nach Angaben der PPR-Routine, vorherige Verfahrensanforderung, weiterhin möglich. Direkt neben den Flugplatz befindet sich das Söderhamn F15 Air Museum.
Heute verwaltet das Unternehmen Flygstaden AB das Gelände des Flugplatzes.